# Epiplatys multifasciatus
Epiplatys multifasciatus är en fiskart som först beskrevs av Boulenger, 1913.  Epiplatys multifasciatus ingår i släktet Epiplatys och familjen Nothobranchiidae. IUCN kategoriserar arten globalt som otillräckligt studerad. Inga underarter finns listade i Catalogue of Life.